# 墨爾本港 (澳大利亞國會選區)
墨爾本港選區（英語：Division of Melbourne Ports），是澳大利亞維多利亞州的下議院選區，位於該州首府墨爾本市中心以南,因墨爾本港得名。面積44平方公里。
選區始於1900年，是原始的七十五個國會選區之一。1906年以後是工黨的根據地。1998年起當區議員是米高·丹比。